# Mads Mygind
Mads Mygind (født 1984, Aarhus) er en dansk digter. Debuterede i 2011 med digtsamlingen Før vi har set os omkring på forlaget After Hand. Bogen blev shortlistet til Bodil og Jørgen Munch-Christensens debutantpris. Mygind Udgav allerede i 2010 pamfletten Tilbage er et sart pulver af oprør på samme forlag. 

## Uddannelse og karriere
Han er cand.mag. i Nordisk Sprog og Litteratur fra Århus Universitet og var i sin studietid formand for foredragsforeningen Kakofoni. 
Siden 2005 har han arrangeret litterære begivenheder i litteraturforeningen Litteraturen På Scenen. Her har han blandt andet grundlagt en oplæsningsrække på LYNfabrikken og den internationale poesifestival Verbale Pupiller. Han har i flere år været formand for LIPS.  
Han underviser i litteratur og skrivekunst på Ry Højskole og Silkeborg Højskole. Han er desuden tilknyttet Skrivekunstskolen (Godsbanen, Århus) og Århus Billed- og Medieskole. Ellers underviser han i litteratur og skrivning som kunstner på folkeskoler, efterskoler, højskoler, universiteter, m.fl.   
Som digter har Mygind bidraget med digte og kortere prosa til diverse antologier, og en lang række litterære tidsskrifter som Hvedekorn, Apparatur, Reception, Den Blå Port, Øverste Kirurgiske, Banana Split, Københavnske Istidende, MÅL, m.fl.
Han er blevet tildelt skriveophold på blandt andet Det Danske Institut i Athen og Rom, San Cataldo, Ledig House International Writers Residency, Statens Legatbolig i Paris, Skandinavisk Forenings Kunstnerhus i Rom (Circolo Scandinavo), m.fl.
Mygind har modtaget legater fra Statens Kunstfond, Statens Kunstråds Litteraturudvalg, Autorkontoen (Dansk Forfatterforening), og Århus Kommunes Kulturudviklingspulje. 
Digtsamlingen Til den lyse morgen (2015) er oversat til fransk.  
Han skrev et mindeord om sin ven Yahya Hassan til Information.

## Bøger
- "Tilbage er et sart pulver af oprør", After Hand (2010).[2]
- "Før vi har set os omkring", After Hand (2011).[3]
- "Jeg stiger på en bus ud til Gellerup", Jorinde&Joringel (2015).[4]
- "Til den lyse morgen", Antipyrine (2015) - oversat til fransk: J´écris pour le matin clair – Éditions Lanskine (2020).[5]
- "nu" (bogobjekt med Lise Haurum), 365TEKSTER (2017) - nomineret til litteraturprisen "Bukdahls Bet" 2017.
- "Bergamo", Forlaget Kronstork (2018).
- "I min hule hånd", Forlaget Kronstork (2023)
- "Are you from where", Cris & Guldmann (2024)

## Videoværker
- Vi er her nu (2017): http://www.aarhus2017.dk/da/program/mega-events/aarhus-2017-finale/mads-mygind-vi-er-her-nu/
- Min VM-historie (2018): https://www.youtube.com/watch?v=e4jPEUtoYws
- Inkubationstid, udgivet af eReolen, april 2020. Digtet handler om at blive far i begyndelsen af en pandemi: https://www.youtube.com/watch?v=jqvzicmN_BM
- Kampen svæver i en drone over Parken, udgivet af Bookmate, oktober 2021. Digtet handler om EM-slutrunden 2021. En selvstændig fortsættelse af Min VM-historie (2018): https://journal.bookmate.dk/mads-myginds-em-digt/ Arkiveret 16. oktober 2021 hos  Wayback Machine